# Kibag
Die Kibag Holding AG mit Sitz in Bäch SZ ist eine im Bereich Baustoffe und Bauwesen tätige Schweizer Unternehmensgruppe. Sie umfasst 14 Kies- und 25 Betonwerke, 17 Strassen- und Tiefbaubetriebe sowie mehrere Umwelt- und Entsorgungsunternehmen in der Deutschschweiz, zwei (Belfaux und Grandson) auch in der französischsprechenden Schweiz. 

## Geschichte
Die Kibag entstand 1926 aus dem Zusammenschluss der beiden am oberen Zürichsee tätigen Kies- und Bagger-Unternehmen Gassmann & Co und Helbling & Cie. Beide Unternehmen gehörten zu den ersten modern mechanisierten Schweizer Firmen des Baustoffsektors. In Nuolen baute die Kibag 1928 erstmals Kies an Land ab; später kamen Kieswerke in der Zentral-, Nord- und Ostschweiz sowie im Mittelland hinzu. Wie die Kiesgewinnung entwickelte sich auch die Betonherstellung zum Kerngeschäft der Kibag-Gruppe. Parallel dazu betätigte sich die Kibag im Laufe der Zeit auf dem Gebiet des Tiefbaus und wuchs durch den Zukauf von Firmen zu einem schweizweit tätigen Konzern.

## Tätigkeitsgebiet
Die Unternehmensgruppe ist schwergewichtig in vier Geschäftsbereichen tätig.
Der Bereich Baustoffe Kies und Beton umfasst den Abbau von Sand, Kies und Fels, die Aufbereitung von Sand, Kies, Splitt und Schotter und die Produktion von Transportbeton und Langzeitmörtel. Zu den Dienstleistungen zählen auch der Verkauf ab Werk und Umschlagplätzen, die Belieferung von Baustellen sowie das Einbringen von pumpfähigem Transportbeton direkt in die Schalung.
Die Sparte Strassen- und Tiefbau, Spezialtiefbau, teils mit in der Schweiz sonst nicht vorhandenen Geräten, umfasst maschinelle Erdarbeiten, Strassenbau und Belagsarbeiten, Kanalisationsarbeiten, Werkleitungsarbeiten, Bach- und Flusskorrektionen, Seeufergestaltungen und Hafenbauten, Rückbau und Baugrubensicherung, Pfahlfundationen und Spundwandarbeiten, Rammarbeiten ab Pontons und Nassbaggerungen, Sondier- und Zweckbohrungen. Die Kibag erbringt zudem Gesamtleistungen als General- und Totalunternehmer.
Der Bereich Umwelt und Entsorgung umfasst Altlastensanierungen, Bodenwäsche, Entsorgung von mit Schadstoffen belasteten Bauabfällen, sowie Beton- und Kies-Recycling.
In den Technischen Diensten in Bäch SZ werden Reparaturen für Baumaschinen und LKW für die Regionen Aargau, Zürich, Winterthur, Ost- und Zentralschweiz disponiert und behoben. Die Baubetriebe in den Kantonen Bern, Basel und Graubünden haben eigene Technische Dienste.
Die Jachthäfen der Kibag am Zürichsee sind ein kleiner, jedoch finanzstarker, wichtiger Teil der Firma, die den massiven Preiskampf im Baugewerbe ausgleichen. Ein weiterer, finanziell lukrativer Tätigkeitsbereich ist die Annahme von unverschmutztem Aushubmaterial in diverse Kiesabbaustellen.
Die Kibag betreibt mehrere Ledischiffe, die Kies und Sand vom Kieswerk Nuolen auf dem Zürichsee in die Betonwerke Zürich Tiefenbrunnen und Wollishofen transportieren. Das grösste Ledischiff «Saturn» kann mehr als 200 Tonnen Kies und Sand gleichzeitig transportieren. In Zeiten des Baubooms in den 70er Jahren gelangten täglich bis 900 Tonnen (500 Kubikmeter) Kies und Sand auf diesem Weg in die zwei Betonwerke in Zürich. Dadurch verschaffte sich die Kibag einen Kostenvorteil gegenüber der Konkurrenz. Der Kiestransport der Konkurrenz auf der Strasse ist um ein Vielfaches teurer als der Transport auf dem Seeweg. Der Vorteil des Seetransportes für die Umwelt ist erheblich.

## Bilder

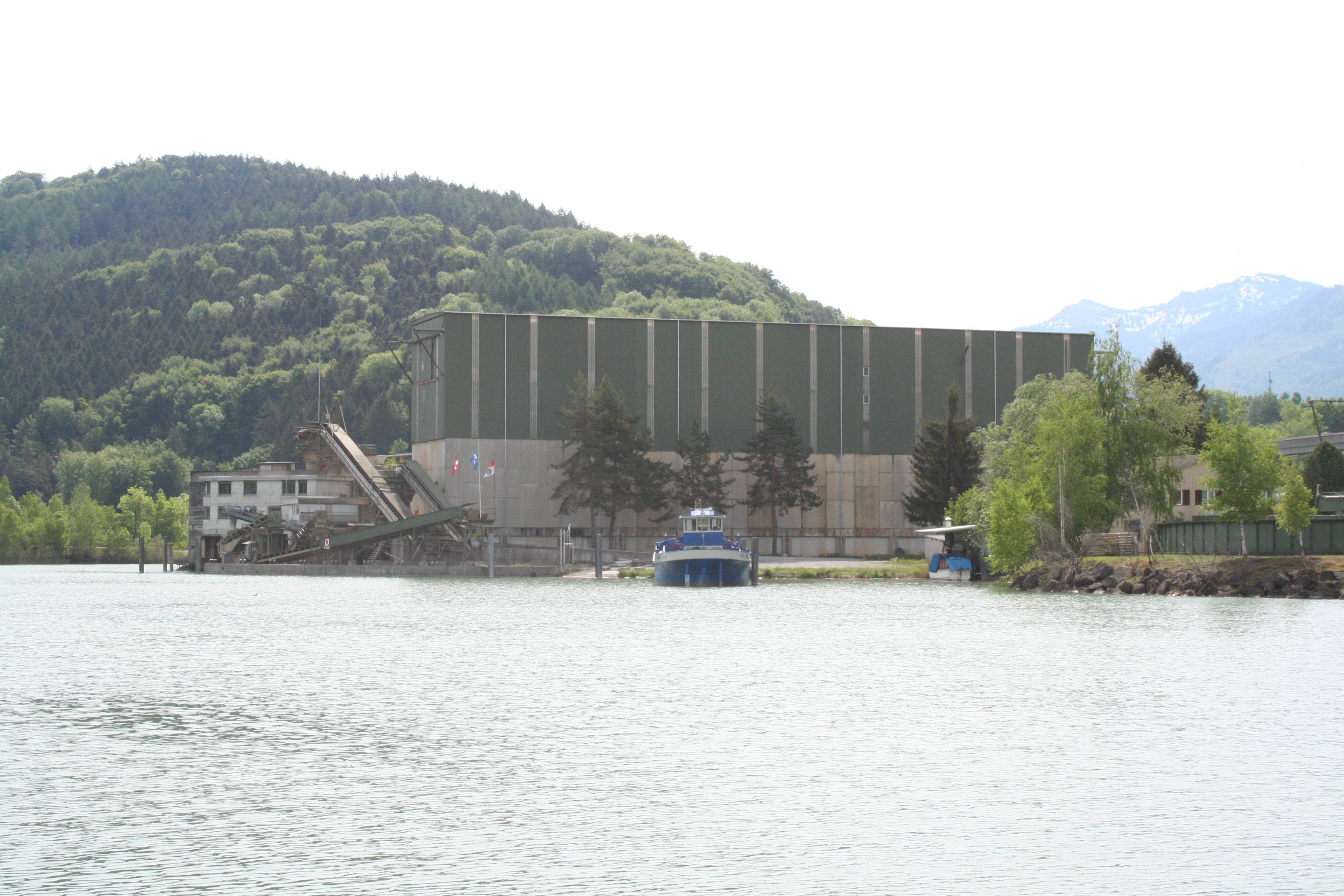
Kibag in Nuolen, Ansicht von Westen
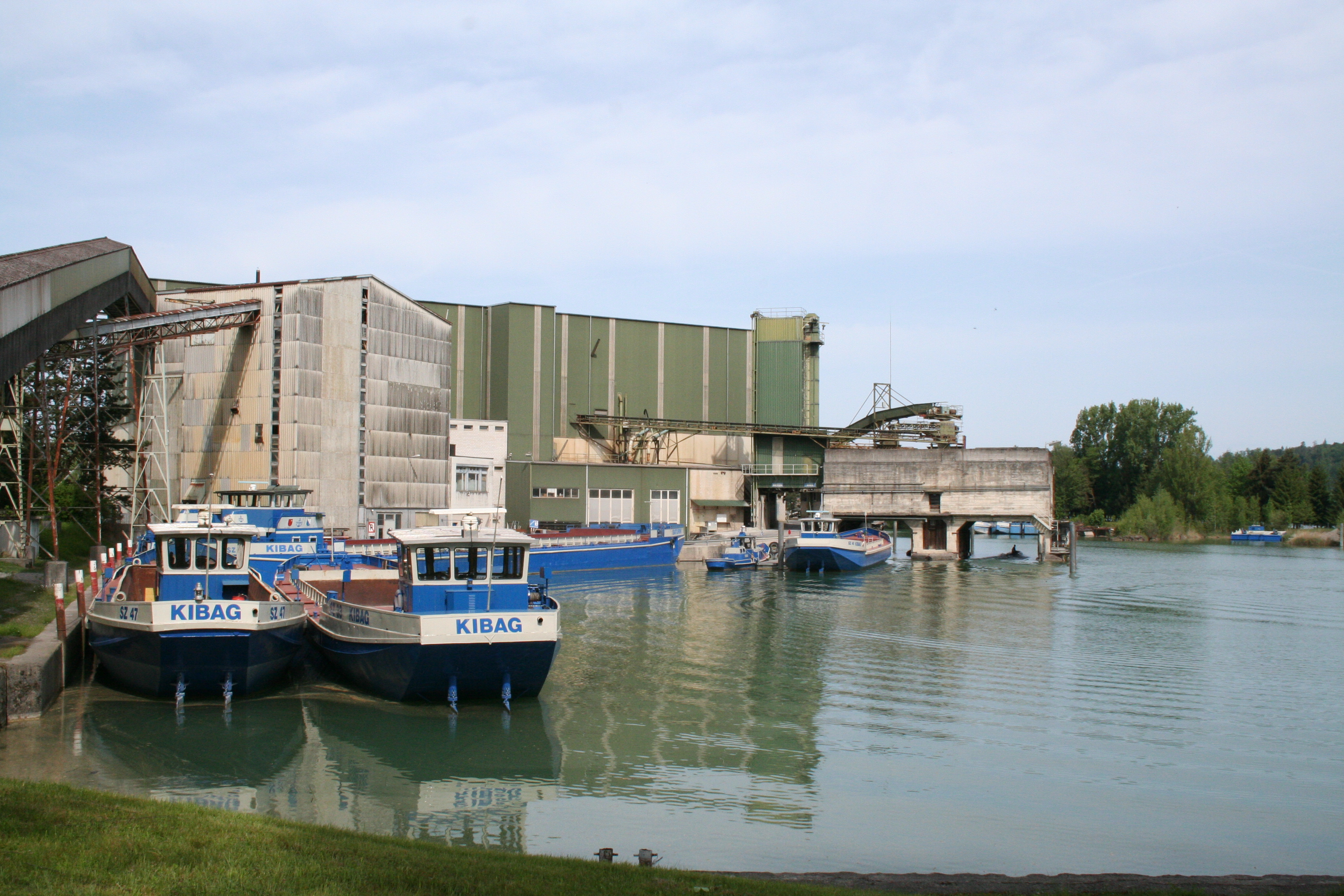
Ansicht von Osten
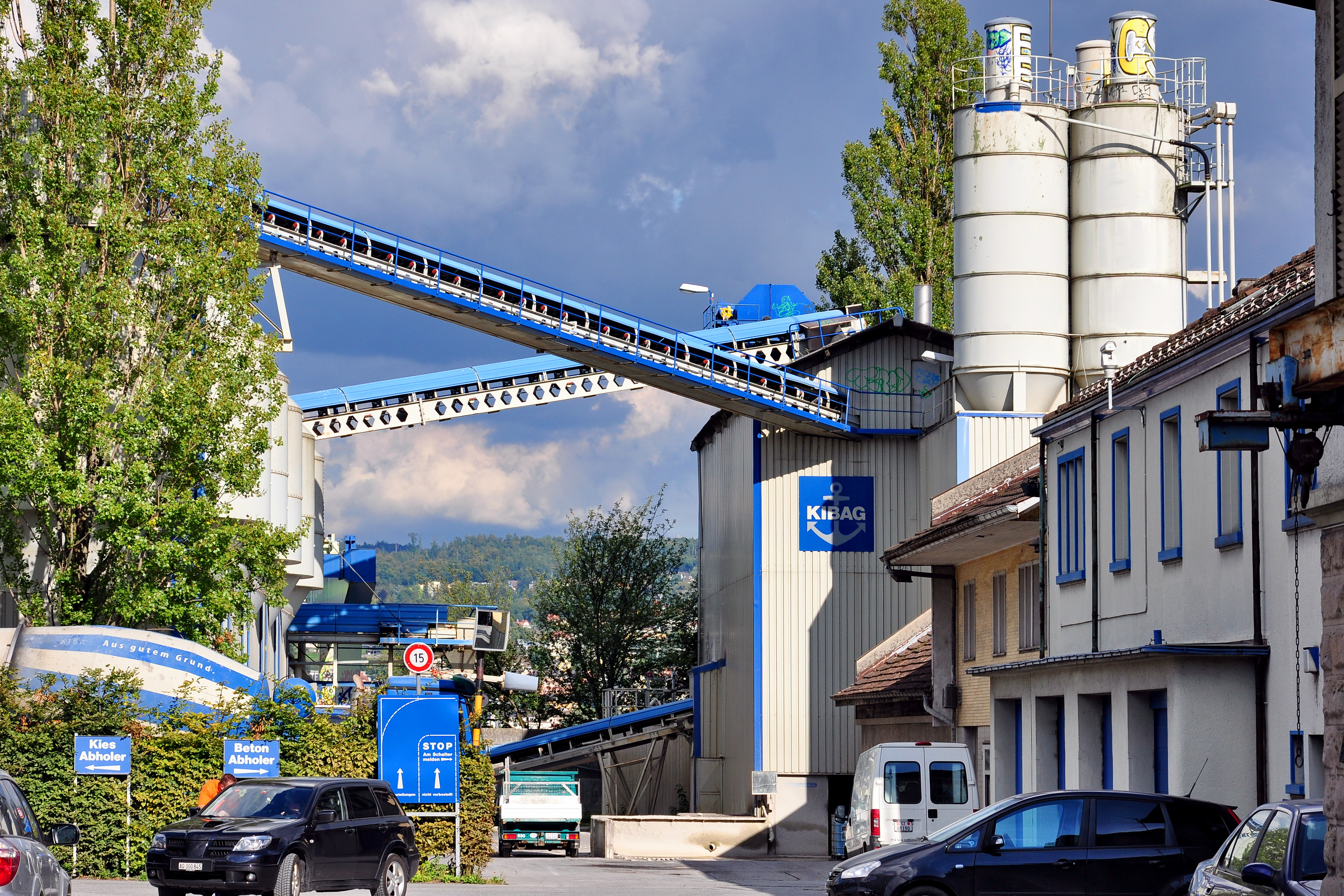
Stammsitz in Zürich-Wollishofen
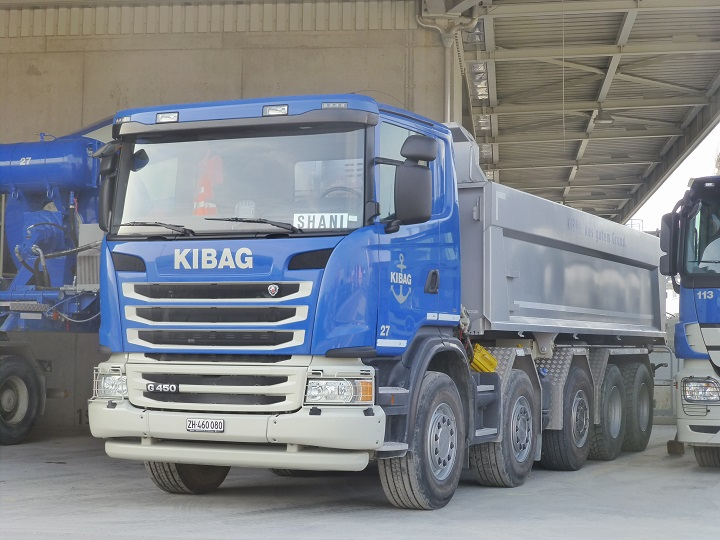
Kipper der Kibag
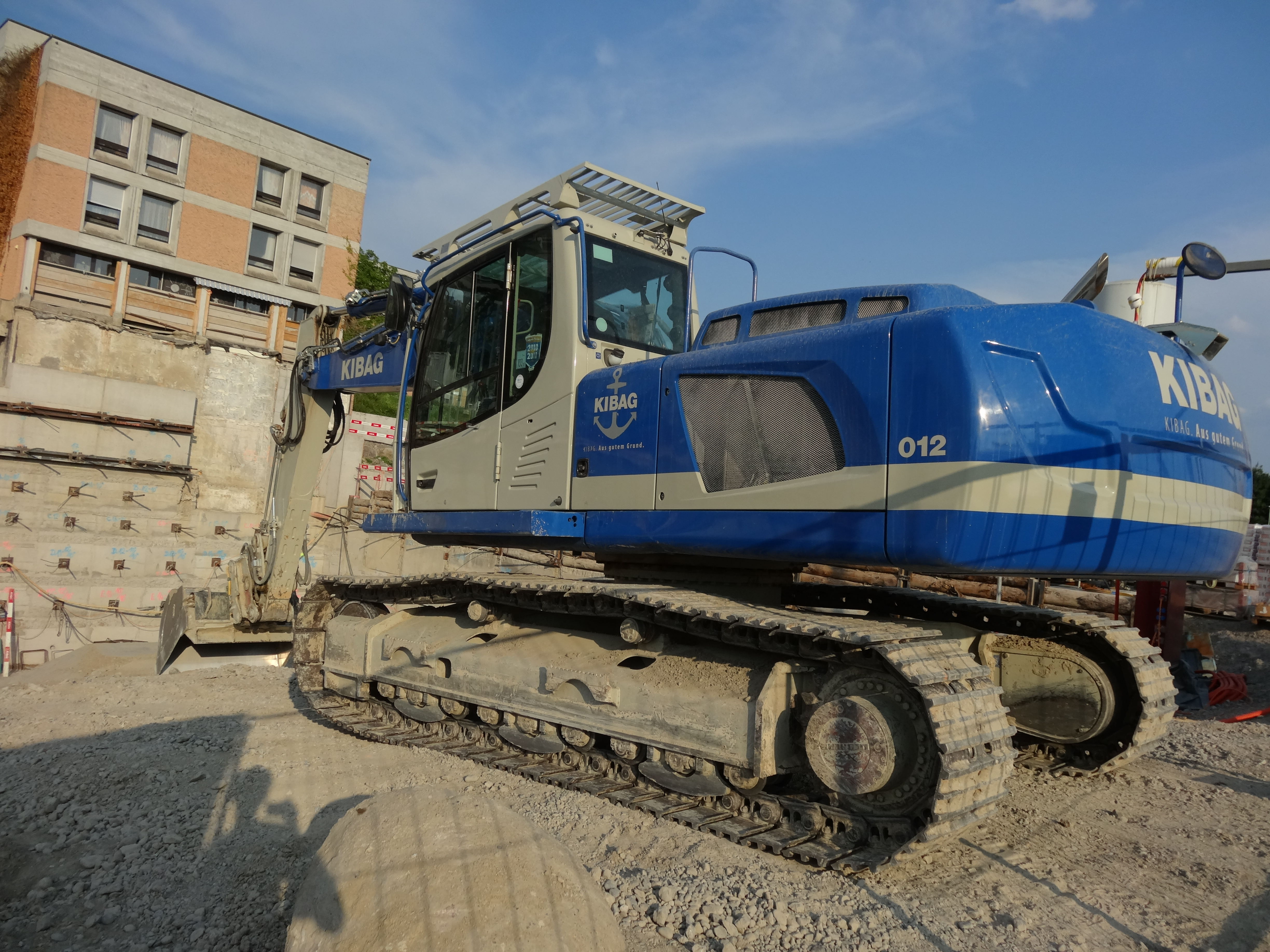
KIBAG Liebherr R 926
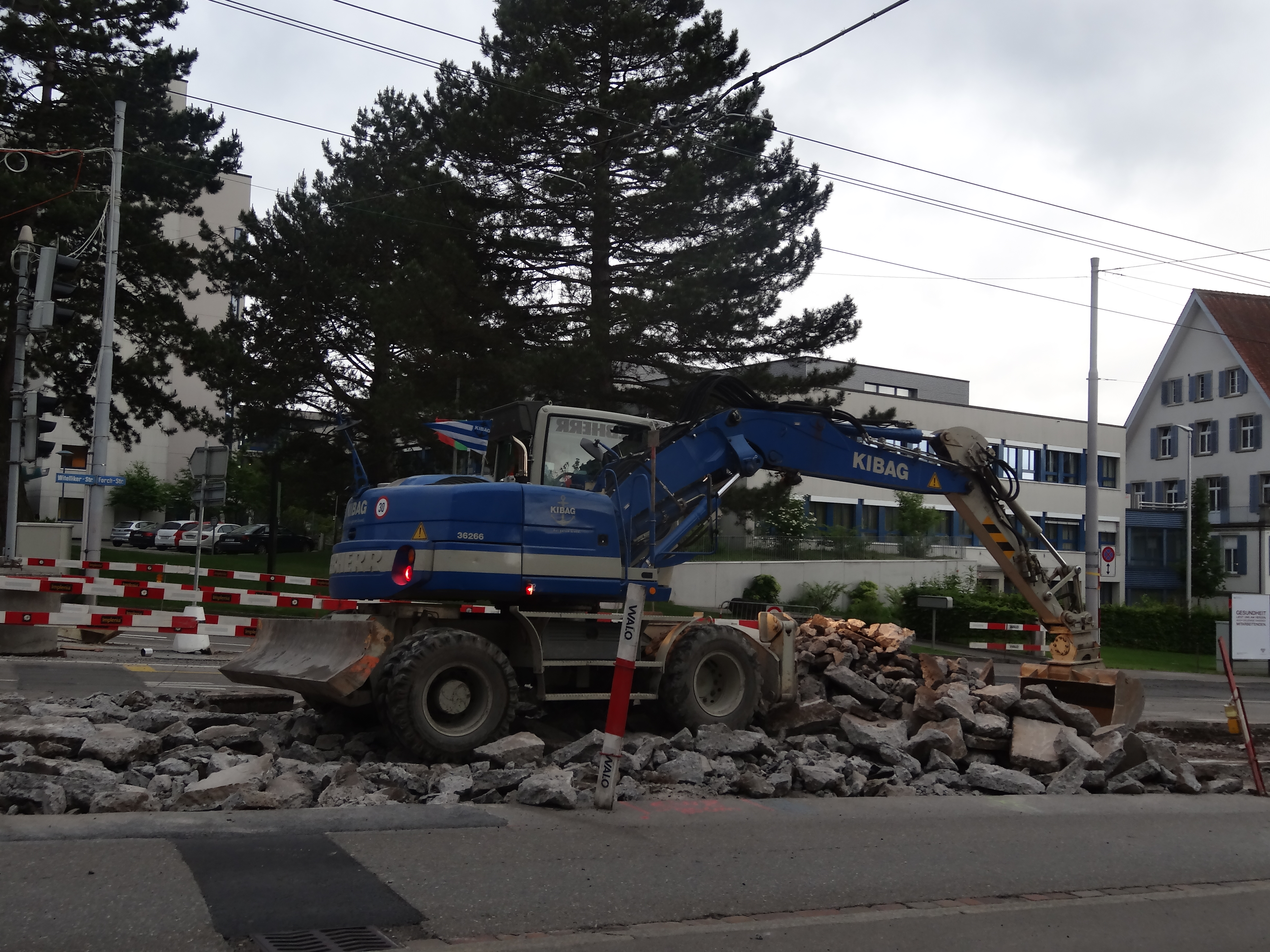
Gleisbau Kibag
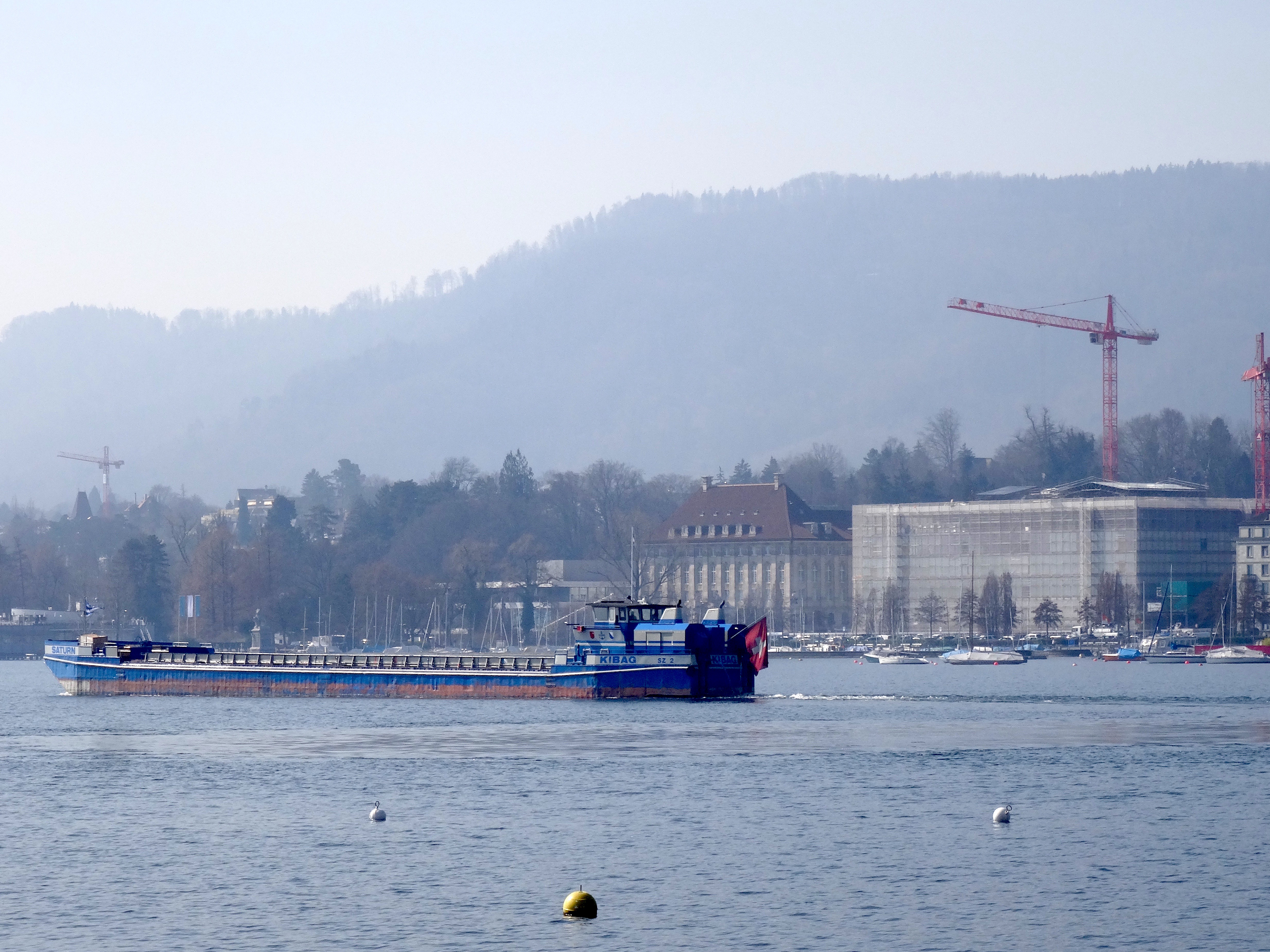
Ledischiff «Saturn» im unteren Seebecken